# Putney (Londen)
Putney is een wijk in het Londense bestuurlijke gebied Wandsworth, in de regio Groot-Londen. Putney ligt op de zuidelijke oever van de Theems.
Sinds 1845 is de start van de bekende Boat Race tussen Oxford en Cambridge bij Putney, op de plek die gemarkeerd wordt door de steen van de Universiteits Boat Race die net iets stroomopwaarts vanaf de Putney Bridge te vinden is.

## Geboren in Putney
- Thomas Cromwell (±1485-1540), staatsman en vertrouweling van Hendrik VIII
- Edward Gibbon (1737-1794), historicus
- Clement Attlee (1883-1967), politicus en premier van Groot-Brittannië 1945-1951
- Douglas Fox, (1893-1978), pianist, organist en muziekpedagoog
- Robin Knox-Johnston (1939), (solo)zeiler (eerst solo nonstop rond de wereld)
- Anthony Phillips (1951), componist, gitarist en toetsenist
- Kenneth Erskine (1962), seriemoordenaar

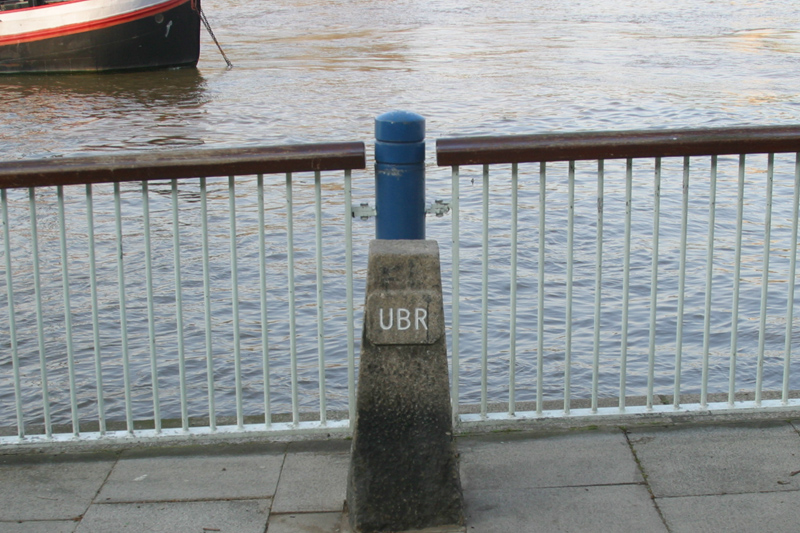
Steen markerend de start van de Boat Race in Putney.